# Єланда
Єла́нда (рос. Еланда) — село у складі Цілинного району Алтайського краю, Росія. Адміністративний центр та єдиний населений пункт Єландинської сільської ради.

## Населення
Населення — 851 особа (2010; 1072 у 2002).
Національний склад (станом на 2002 рік):
- росіяни — 93 %